# Christoph Girtanner

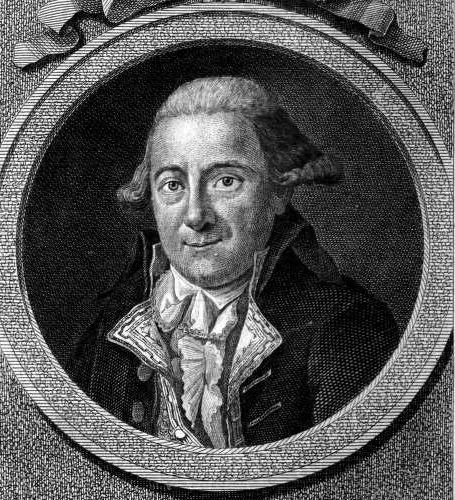
Christoph Girtanner, vor 1796

Christoph Girtanner (* 7. Dezember 1760 in St. Gallen, Schweiz; † 17. Mai 1800 in Göttingen) war ein Schweizer Arzt, Chemiker und politisch-historischer Schriftsteller.

## Leben
Girtanner stammte aus einem alten St. Gallener Ratsgeschlecht und war Sohn des Kaufmanns und Bankiers Hieronymus Girtanner und dessen Ehefrau Barbara Felicitas geb. Wegelin. Er wurde erzogen im Philanthropinum Schloss Marschlins und studierte später an der Universität Lausanne Botanik und Chemie, ab 1779 Medizin in Straßburg und ab 1780 Medizin, Chemie und Physik in Göttingen. Im Jahr 1782 erwarb er den Doktorgrad in Göttingen. Nach kurzer Tätigkeit als praktischer (Kinder-)Arzt in St. Gallen reiste er von 1785 bis 1787 durch Europa und forschte (unter anderem in Paris und London) auf dem Gebiet der Biologie, Chemie und Medizin. 1786 wurde er korrespondierendes Mitglied der Königlichen Gesellschaft der Wissenschaften in Göttingen. Im Jahr 1787 zog er wieder nach Göttingen und blieb dort mit einigen Unterbrechungen, wie etwa einer Reise nach Schottland 1789, als 1790 niedergelassener Arzt bis zu seinem Tod. 1790 wurde er zum Mitglied der Royal Society of Edinburgh gewählt. Im gleichen Jahr machte er, einen Skandal auslösend, in einem französischen Journal die als Brownianismus bekannte Lehre von John Brown als seine eigene bekannt.
In Göttingen wurde er ein Freund von Georg Christoph Lichtenberg, dessen bekannten Göttinger Taschencalender er nach dessen Tod weiter herausgab. Als Privatgelehrter veröffentlichte er zahlreiche grundlegende Schriften auf dem Gebiet der Medizin, der Chemie und zur Zeitgeschichte (insbesondere nach der Französischen Revolution 1789). Besondere Verdienste erwarb er sich nachdem der Sauerstoff, den er zum „Lebensprincip der ganzen organischen Natur“ erklärte, entdeckt worden war bei der Ablösung der Lehre vom Phlogiston durch die Oxidationstheorie. Daraus entwickelte sich eine „antiphlogistische Schule“. Seine klare Beobachtungsgabe wurde von den Zeitgenossen geschätzt und anerkannt.
Alexander von Humboldt traf Girtanner in London auf der westeuropäischen Reise, die er von Ende März bis Anfang Juli 1790 zusammen mit Georg Forster durchführte. Girtanner machte Humboldt auf die dominierende Rolle der Naturwissenschaften in Frankreich aufmerksam, insbesondere eben auch auf die von Antoine Laurent de Lavoisiers vertretene antiphlogistische neue Chemie. Den Verlauf der Französischen Revolution verfolgte Girtanner in seinen Historischen Nachrichten und wurde, nach anfänglicher Sympathie, zum konservativen Kritiker.

## Schriften (Auswahl)
- Abhandlung über die venerische Krankheit. Johann Christian Dietrich, Göttingen 1788–89 Band I 1788 (Digitalisat), Band II 1789 (Digitalisat), Band III 1789 (Digitalisat)
- Neue chemische Nomenklatur für die deutsche Sprache, Berlin 1791
- Anfangsgründe der antiphlogistischen Chemie. Berlin 1792 (Digitalisat) (2. Auflage 1795 (Digitalisat))
- Historische Nachrichten und politische Betrachtungen über die französische Revolution, 17 Bände, fortgesetzt von F. Buchholtz, Berlin 1793–1803
- Abhandlung über die Krankheiten der Kinder und über die physische Erziehung derselben. Heinrich August Rottmann, Berlin 1794 (Digitalisat)
- Ueber das Kantische Prinzip für die Naturgeschichte, Göttingen 1796 (Digitalisat)
- Ausführliche Darstellung des Browninschen Systemes der praktischen Heilkunde, nebst einer vollständigen Literatur und einer Kritik desselben. Johann Georg Rosenbusch, Göttingen 1797/98.
- Anonymus (Girtanner zugeschrieben): Vormaliger Zustand der Schweiz zum Aufschluß über die neuesten Vorfälle in der Schweiz. Von einem Augenzeugen. Dieterich, Göttingen 1800 (Digitalisat)